# Cymothoe caenis
Cymothoe caenis är en fjärilsart som beskrevs av Dru Drury 1773. Cymothoe caenis ingår i släktet Cymothoe och familjen praktfjärilar. IUCN kategoriserar arten globalt som livskraftig. Inga underarter finns listade i Catalogue of Life.

## Bildgalleri

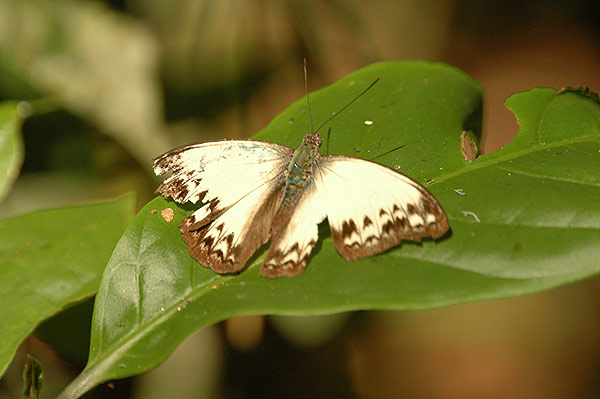